# Wechter Mühlenbach
Der Wechter Mühlenbach ist ein Fließgewässer im Kreis Steinfurt in Nordrhein-Westfalen.
Der Bach, ein rechter Zufluss des Aldruper Mühlenbachs im Glane-Einzugsgebiet, hat seine Quelle am südöstlichen Ortsrand von Tecklenburg, nördlich der Lengericher Straße. Er durchquert das 94,93 ha große Naturschutzgebiet Talaue Haus Marck, unterquert die A 1 und mündet nordöstlich des Kernortes Ladbergen in den Aldruper Mühlenbach.